# Celle

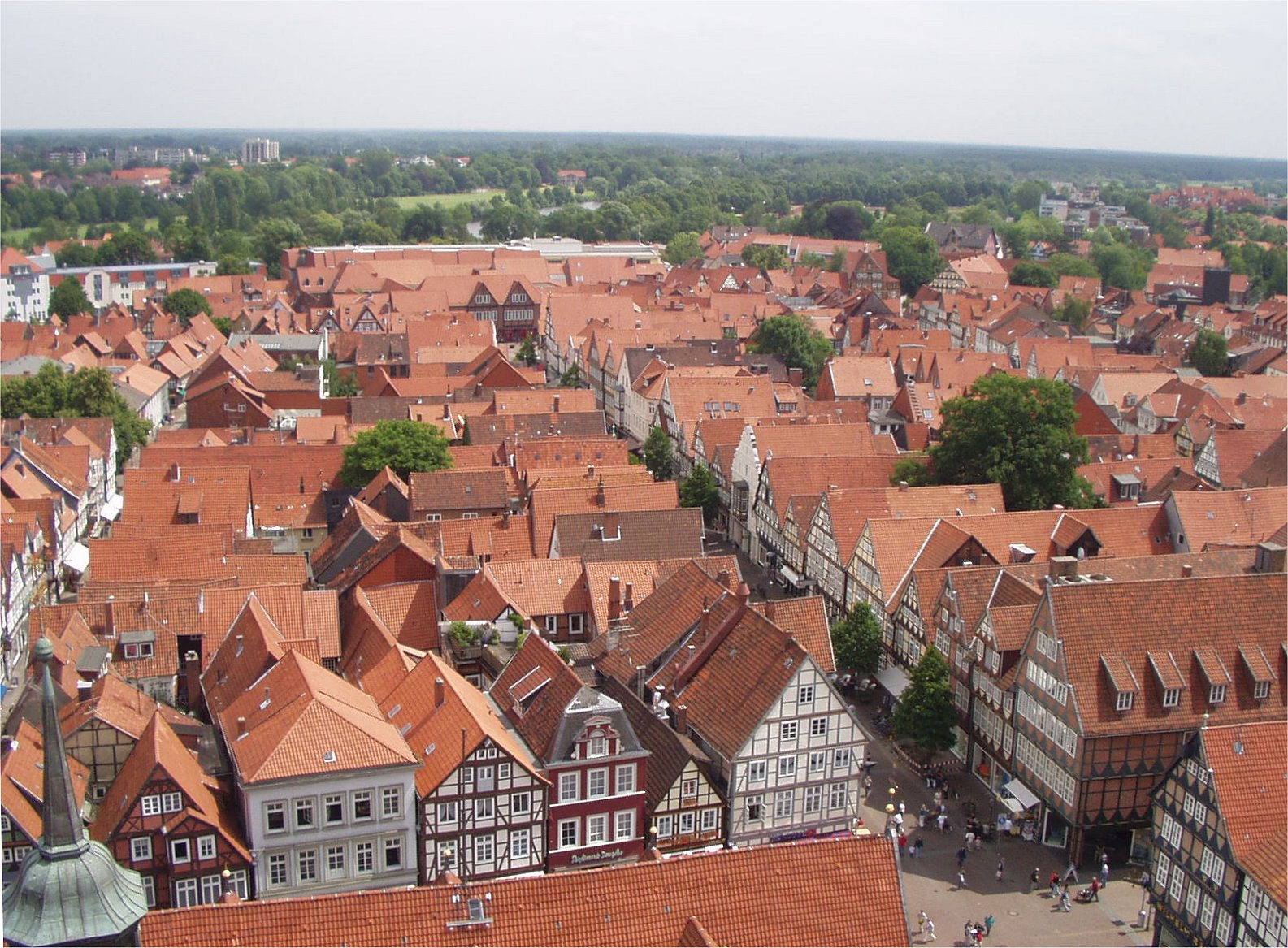
Celle, stare miasto

Celle – miasto powiatowe w północnej części Niemiec, w kraju związkowym Dolna Saksonia, nad rzeką Aller na południowym obrzeżu Pustaci Lüneburskiej. Jest siedzibą powiatu Celle, liczy ok. 70,7 tys. mieszkańców.
W krypcie kościoła NMP (Stadtkirche St. Marien) pochowana jest królowa Danii Karolina Matylda (+1775), żona króla duńskiego Chrystiana VII, która po rozwodzie z mężem została zmuszona do opuszczenia Danii i zmarła na wygnaniu w Celle.
W mieście rozwinął się przemysł chemiczny, maszynowy, spożywczy, włókienniczy, skórzany oraz papierniczy.
W mieście znajduje się stacja kolejowa.
9 kwietnia 1945 strażnicy SS, żołnierze Wehrmachtu, miejscowe służby mundurowe oraz niemiecka ludność cywilna zamordowali w Celle ok. 200 do 300 więźniów, w tym co najmniej 14 Polaków, transportowanych do Bergen-Belsen, po zbombardowaniu na stacji pociągów, w których byli przewożeni więźniowie. Zbrodnia bywa nazywana „Celler Hasenjagd”.

## Współpraca
Miejscowości partnerskie:
- Celle Ligure, Włochy
- Hämeenlinna, Finlandia
- Herford, Nadrenia Północna-Westfalia
- Holbæk, Dania
- Konin, Polska
- Kwidzyn, Polska
- Mazkeret Batja, Izrael
- Meudon, Francja
- Quedlinburg, Saksonia-Anhalt
- Sumy, Ukraina
- Tavistock, Wielka Brytania
- Tiumeń, Rosja
- Tulsa, USA
- Woluwe-Saint-Lambert, Belgia